# Funcția utilității indirecte
În economie, funcția utilității indirecte {\displaystyle v(p,w)} redă maximul obtenabil de utilitate al unui consumator, atunci când are de-a face cu un vector {\displaystyle p} al prețurilor bunurilor și cu un venit {\displaystyle w}. Această funcție reflectă atât preferințele consumatorului cât și condițiile pieței. 
Această funcție se numește „indirectă” deoarece consumatorii, de obicei, își aleg preferințele funcție de bunurile în sine, și nu de prețuri. Utilitatea indirectă a unui consumator {\displaystyle v(p,w)} poate fi calculată pornind de la funcția sa de utilitate {\displaystyle u(x),} definită pe mulțimea de vectori {\displaystyle x} ai cantităților de bunuri consumate, calculând mai întâi combinația de bunuri preferată și accesibilă, reprezentată de vectorul {\displaystyle x(p,w)} prin rezolvarea problemei de maximizare a utilității, și apoi calculând utilitatea  {\displaystyle u(x(p,w))}. Funcția utilității indirecte care rezultă este următoarea:
{\displaystyle v(p,w)=u(x(p,w)).}
Funcția utilității indirecte este:
- Continuă pe Rn+ × R+ unde n este numărul de bunuri;
- Descrescătoare relativă la prețuri;
- Strict crescătoare relativă la venit;
- Omogenă de gradul zero pentru prețuri și venit; dacă prețurile și venitul se multiplică cu o oarecare constantă, aceeași combinație de bunuri rămâne a reprezenta maximul, deci utilitatea optimă nu se schimbă;
- cvasi-convexă în (p,w).

Mai mult decât atât, identitatea lui Roy afirmă că, dacă v(p,w) este diferențiabilă în {\displaystyle (p^{0},w^{0})} și {\displaystyle {\frac {\partial v(p,w)}{\partial w}}\neq 0} atunci
{\displaystyle -{\frac {\partial v(p^{0},w^{0})/(\partial p_{i})}{\partial v(p^{0},w^{0})/\partial w}}=x_{i}(p^{0},w^{0}),\quad i=1,\dots ,n.}

## Funcția utilității indirecte și cheltuielile de consum
Funcția utilității indirecte este inversa funcției de consum atunci când prețurile sunt menținute constante - i.e. pentru fiecare vector al prețurilor {\displaystyle p} și nivel al utilităților {\displaystyle u}::106
{\displaystyle v(p,e(p,u))\equiv u}